# Amorphophallus plicatus
Amorphophallus plicatus là một loài thực vật có hoa trong họ Ráy (Araceae). Loài này được Bok & H.J.Lam mô tả khoa học đầu tiên năm 1936.